# Keum Ji-hyeon
Keum Ji-hyeon (em coreano: 금지현; Ulsan, 17 de março de 2000) é uma atiradora esportiva sul-coreana.

## Carreira
Keum começou a atirar quando era estudante na Yaksa Middle School, em Ulsan. Em 2017, quando  era caloura na Ulsan Girls’ High School, foi selecionada como representante da juventude coreana. Em dezembro daquele ano, participou da divisão júnior do Campeonato Asiático de Rifle de Ar de 2017, realizado em Wako, no Japão, e ficou em 10º lugar na prova de rifle de ar de 10 m.
No ano seguinte, em 2018, foi selecionada para integrar a seleção nacional e, em abril daquele ano, conquistou a medalha de bronze na prova mista de carabina de ar 10 m com Song Soo-ju na 2ª Copa do Mundo realizada em Changwon, Coreia do Sul. Em agosto, participou dos Jogos Asiáticos de 2018 realizados em Jacarta, na Indonésia, e ficou em 9º lugar na prova de rifle de ar 10 m. No Campeonato Mundial de 2018 realizado em Changwon em setembro de 2018, imediatamente após os Jogos Asiáticos, ela conquistou a medalha de ouro na prova de rifle de ar 10 m por equipes com Im Ha-na e Jeong Eun-hye
Nos Jogos Olímpicos de Verão de 2024, em Paris, conquistou a medalha de prata na competição da carabina de ar 10 m misto por equipes, ao lado de Park Ha-jun.